# 1398 هـ
1398 هـ هي سنة في التقويم الهجري امتدت مقابلةً في التقويم الميلادي بين سنتي 1977 و1978.

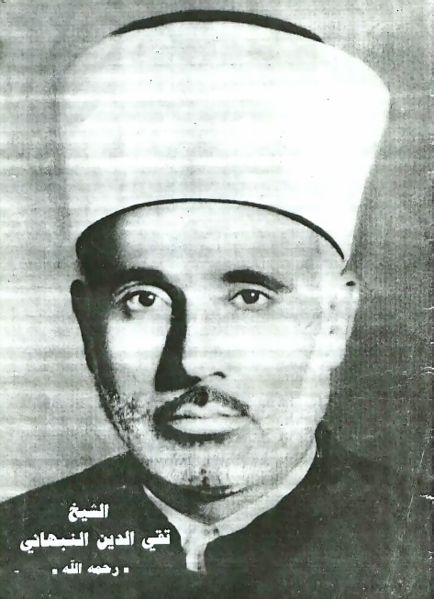
تقي الدين النبهاني

## أحداث

### شوال
- 5 شوال - القوات الحكومية البهلوية أطلقت النار على المظاهرين المحتجّين ضد حكم الشاه محمد رضا البهلوي ما سمّیت بالجمعة السوداء في إيران وأسفر عن مقتل حوالي 88 شخصا ويعتبر حدثا محوريا في مجرى الثورة الإيرانية الإسلامية.

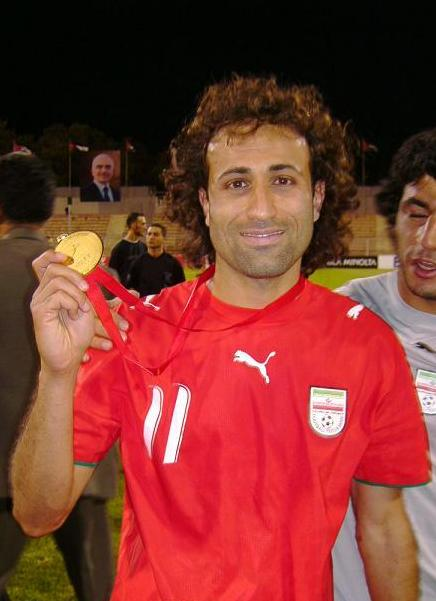
مهدي رجب زاده

## مواليد
- سناء عابد
- عبد الله فيروز
- عقيل الحمداني
- زينة السعيد
- منى شداد
- مهدي رجب زاده
- مبارك العرو
- يوسف الفضلي

## وفيات
- حسن حبنكة الميداني
- شارل كوينس
- عبد العزيز الميمني
- محمد بن عبد الله العيبان
- مصطفى إسماعيل (مقرئ)
- تقي الدين النبهاني
- حصة بنت أحمد السديري
- محمد الحليوي
- عبد الله بن علي العمودي
- نجيب سرور